# Michał Kłosowski
Michał Kłosowski – polski dziennikarz i publicysta. Twórca projektów medialnych, dyrektor działu Analiz i Rozwoju Instytutu Nowych Mediów, redaktor magazynu Wszystko Co Najważniejsze.

## Życiorys
Studiował kognitywistykę i archeologię na Uniwersytecie Jagiellońskim oraz historię i filozofię na Uniwersytecie Papieskim Jana Pawła II w Krakowie, obronił pracę dyplomową pod kierunkiem prof. Janusza K. Kozłowskiego. Studia kontynuował na London University of Arts oraz seminariach na Uniwersytecie Św. Krzyża w Rzymie. Absolwent Europejskiej Akademii Dyplomacji i Uniwersytetu Otwartego Uniwersytetu Warszawskiego. W latach 2012–2016 zaangażowany w działalność w Klubie Jagiellońskim.
W 2015-2016 pracował przy organizacji Światowych Dni Młodzieży w Krakowie, w 2019 roku przy organizacji Światowych Dni Młodzieży w Panamie. Pomysłodawca i autor programu Studio Raban w Telewizji Polskiej. Współpracował z papieskim stowarzyszeniem Pomoc Kościołowi w Potrzebie, kierował działem projektów specjalnych magazynu liderów opinii „Wszystko Co Najważniejsze”, kierowanym przez prof. Michała Kleibera. W ramach Instytutu Nowych Mediów współtworzył projekt Opowiadamy Polskę Światu, z okazji 80. rocznicy wybuchu II Wojny Światowej oraz The Truth Must Not Die, z okazji 75. rocznicy wyzwolenia obozu Auschwitz-Birkenau. Współzałożyciel  Narodowego Centrum Rozwoju Demograficznego.
Stypendysta amerykańskiego Departamentu Stanu w ramach International Visitor Leadership Program.
Jako korespondent polskich mediów obsługiwał podróże apostolskie papieża Franciszka do krajów bałtyckich, Japonii, Maroka, Panamy i Rumunii. Publikował w „Tygodniku Powszechnym”, Onecie, „Niedzieli”, Stacji 7, „Przewodniku Katolickim”, „Dzienniku Polskim”, Wirtualnej Polsce, „Pressjach”, „Teologii Politycznej”, francuskim „Le Figaro” i włoskim „il Giornale”.

## Publikacje
- Dekada Franciszka, Warszawa: Fundacja Instytut Nowych Mediów, 2023[18].